# Bataille de Tall al-Jabiyah
Guerre civile syrienne
Batailles
La bataille de Tall al-Jabiyah a lieu du 24 au 27 avril 2014 lors de la guerre civile syrienne.

## Déroulement
À la fin du mois d'avril 2014, des affrontements ont lieu entre les loyalistes et les rebelles afin de prendre le contrôle des collines de Tall al-Jabiyah, dans le gouvernorat de Deraa. L'objectif des rebelles est de s'emparer de ces positions afin de pouvoir relier la ville Kuneitra à celle de Deraa, toutes deux contrôlées par l'opposition,. 
Les groupes qui prennent part à l'offensive sont des brigades de l'Armée syrienne libre — le Liwa al-Muhajireen wa Ansar, le Liwa Ghuraba Horan, la Katiba Hussein Ibn Ali et le Liwa Jaydour Horan — ainsi qu'Ahrar al-Cham et le Front al-Nosra. La colline est quant à elle occupée par la brigade 61, de l'armée syrienne qui l'utilise comme base principale pour tenir la ville de Nawa.
Le 24 avril, les rebelles passent à l'attaque ; ils prennent l'avantage et s'emparent de la colline de Tall al-Jabiyah. Mais le lendemain, les forces loyalistes contre-attaquent, la colline est pilonnée à l'artillerie lourde et par des tirs d'hélicoptères. Les rebelles tentent également de s'emparer de la colline de Tal-Joumouu, située à cinq kilomètres de la colline de Tall al-Jabiyah. Le 27, l'offensive progresse dans les collines.

## Pertes
Au 26 avril, selon Rami Abdel Rahmane, directeur l'Observatoire syrien des droits de l'homme (OSDH), les pertes sont d'au moins 43 morts du côté des loyalistes contre 45 chez les combattants d'al-Nosra et des autres brigades. Le 27 avril, l'OSDH hausse le bilan et évoque 62 militaires loyalistes et 49 combattants rebelles tués.